# 拉加特山脈
67°42′S 49°0′E / 67.700°S 49.000°E
拉加特山脈（英語：Raggatt Mountains）是南極洲的山脈，位於恩德比地，處於雷納冰川以東、泰爾冰川以北、斯科特山脈以西，澳大利亞探險隊根據該國空軍拍攝的空中照片繪入地圖。